# Rhacophorus decoloratus
Rhacophorus decoloratus är en mångfotingart som beskrevs av Koch. Rhacophorus decoloratus ingår i släktet Rhacophorus och familjen Chelodesmidae. Inga underarter finns listade i Catalogue of Life.